# Selaginella shakotanensis
Selaginella shakotanensis är en mosslummerväxtart som först beskrevs av Adrien René Franchet och Hisayoshi Takeda, och fick sitt nu gällande namn av Kingo Miyabe och Kudo. Selaginella shakotanensis ingår i släktet mosslumrar, och familjen mosslummerväxter. Inga underarter finns listade i Catalogue of Life.